# Jason Kubler
Jason Kubler (* 19. Mai 1993 in Brisbane, Queensland) ist ein australischer Tennisspieler.

## Karriere
Jason Kubler spielt hauptsächlich auf der ATP Challenger Tour und der ITF Future Tour. Er feierte bislang zehn Einzel- und vier Doppelsiege auf der Future Tour. Auf der Challenger Tour gewann er bis dato das Einzelturnier in Sibiu im Jahr 2014. Nachdem er sich 2016 aufgrund anhaltender Knieprobleme zum sechsten Mal operieren ließ, bestritt er über ein Jahr kein Turnier mehr. 2017 feierte er sein Comeback auf der Profitour und bestritt zu Beginn einige Turniere auf der Future Tour. Bei seinem ersten Challengerauftritt seit seiner Rückkehr in Traralgon konnte er sich als Qualifikant bis ins Endspiel vorspielen und dort seinen Landsmann Alex Bolt in drei Sätzen schlagen.
Zum 25. August 2014 durchbrach er erstmals die Top 200 der Weltrangliste im Einzel und seine höchste Platzierung ist ein 91. Rang im Oktober 2018.

## Erfolge
| Legende (Anzahl der Siege)  |
| Grand Slam (1)              |
| ATP World Tour Finals       |
| ATP World Tour Masters 1000 |
| ATP World Tour 500          |
| ATP World Tour 250          |
| ATP Challenger Tour (10)    |

| ATP-Titel nach Belag |
| Hartplatz (1)        |
| Sand (0)             |
| Rasen (0)            |

### Einzel

#### Turniersiege
| Nr. | Datum              | Turnier       | Belag     | Finalgegner        | Ergebnis        |
| --- | ------------------ | ------------- | --------- | ------------------ | --------------- |
| 1.  | 28. September 2014 | Sibiu         | Sand      | Radu Albot         | 6:4, 6:1        |
| 2.  | 29. Oktober 2017   | Traralgon     | Hartplatz | Alex Bolt          | 2:6, 7:66, 7:63 |
| 3.  | 7. Januar 2018     | Playford City | Hartplatz | Brayden Schnur     | 6:4, 6:2        |
| 4.  | 15. Juli 2018      | Winnipeg      | Hartplatz | Lucas Miedler      | 6:1, 6:1        |
| 5.  | 21. Juli 2019      | Gatineau      | Hartplatz | Enzo Couacaud      | 6:4, 6:4        |
| 6.  | 1. August 2021     | Lexington     | Hartplatz | Alejandro Tabilo   | 7:5, 6:72, 7:5  |
| 7.  | 5. Juni 2022       | Little Rock   | Hartplatz | Wu Tung-lin        | 6:0, 6:2        |
| 8.  | 24. Juni 2023      | Ilkley        | Rasen     | Sebastian Ofner    | 6:4, 6:4        |
| 9.  | 26. April 2025     | Gwangju       | Hartplatz | Alibek Katschmasow | 7:5, 6:77, 6:3  |

### Doppel

#### Turniersiege

##### ATP World Tour
| Nr. | Datum           | Turnier         | Belag     | Partner        | Finalgegner            | Ergebnis  |
| --- | --------------- | --------------- | --------- | -------------- | ---------------------- | --------- |
| 1.  | 28. Januar 2023 | Australian Open | Hartplatz | Rinky Hijikata | Hugo Nys Jan Zieliński | 6:4, 7:64 |

##### ATP Challenger Tour
| Nr. | Datum       | Turnier         | Belag | Partner    | Finalgegner                  | Ergebnis          |
| --- | ----------- | --------------- | ----- | ---------- | ---------------------------- | ----------------- |
| 1.  | 7. Mai 2023 | Aix-en-Provence | Sand  | John Peers | Nuno Borges Francisco Cabral | 6:75, 6:4, [10:7] |

#### Finalteilnahmen
| Nr. | Datum              | Turnier   | Belag     | Partner      | Finalgegner                       | Ergebnis  |
| --- | ------------------ | --------- | --------- | ------------ | --------------------------------- | --------- |
| 1.  | 31. Juli 2022      | Atlanta   | Hartplatz | John Peers   | Thanasi Kokkinakis Nick Kyrgios   | 6:74, 5:7 |
| 2.  | 25. September 2022 | San Diego | Hartplatz | Luke Saville | Nathaniel Lammons Jackson Withrow | 6:75, 2:6 |

### Mixed

#### Finalteilnahmen
| Nr. | Datum           | Turnier         | Belag     | Partnerin      | Finalgegner                    | Ergebnis |
| --- | --------------- | --------------- | --------- | -------------- | ------------------------------ | -------- |
| 1.  | 28. Januar 2022 | Australian Open | Hartplatz | Jaimee Fourlis | Kristina Mladenovic Ivan Dodig | 3:6, 4:6 |

## Abschneiden bei Grand-Slam-Turnieren

### Einzel
| Turnier         | 2010 | 2011 | 2012 | 2013 | 2014 | 2015 | 2016 | 2017 | 2018 | 2019 | 2020 | 2021 | 2022 | 2023 | 2024 | 2025 | Karriere |
| --------------- | ---- | ---- | ---- | ---- | ---- | ---- | ---- | ---- | ---- | ---- | ---- | ---- | ---- | ---- | ---- | ---- | -------- |
| Australian Open | 1    | —    | —    | —    | —    | —    | —    | —    | 1    | 1    | Q1   | Q2   | Q2   | 2    | 1    | Q1   | 2        |
| French Open     | —    | —    | —    | —    | —    | Q1   | —    | —    | Q1   | Q2   | —    | —    | 2    | 2    | —    | Q2   | 2        |
| Wimbledon       | —    | —    | —    | —    | —    | Q2   | —    | —    | 1    | Q3   |      | —    | AF   | 2    | —    | —    | AF       |
| US Open         | —    | —    | —    | —    | —    | Q1   | —    | —    | 2    | —    | —    | —    | 2    | 1    | —    |      | 2        |

### Doppel
| Turnier         | 2010 | 2011 | 2012 | 2013 | 2014 | 2015 | 2016 | 2017 | 2018 | 2019 | 2020 | 2021 | 2022 | 2023 | 2024 | 2025 | Karriere |
| --------------- | ---- | ---- | ---- | ---- | ---- | ---- | ---- | ---- | ---- | ---- | ---- | ---- | ---- | ---- | ---- | ---- | -------- |
| Australian Open | 1    | —    | —    | —    | —    | —    | —    | —    | —    | —    | —    | —    | AF   | S    | 2    | 1    | S        |
| French Open     | —    | —    | —    | —    | —    | —    | —    | —    | —    | —    | —    | —    | —    | 1    | —    | 1    | 1        |
| Wimbledon       | —    | —    | —    | —    | —    | —    | —    | —    | —    | —    |      | —    | —    | 2    | —    | —    | 2        |
| US Open         | —    | —    | —    | —    | —    | —    | —    | —    | —    | —    | —    | —    | —    | —    | —    |      | —        |

### Mixed
| Turnier         | 2019 | 2020 | 2021 | 2022 | 2023 | 2024 | 2025 | Karriere |
| --------------- | ---- | ---- | ---- | ---- | ---- | ---- | ---- | -------- |
| Australian Open | 1    | —    | —    | F    | VF   | —    | 1    | F        |
| French Open     | —    |      | —    | —    | —    | —    | —    | —        |
| Wimbledon       | —    |      | —    | —    | 1    | —    | —    | 1        |
| US Open         | —    |      | —    | —    | —    | —    |      | —        |

Zeichenerklärung: S = Turniersieg; F, HF, VF, AF = Einzug ins Finale / Halbfinale / Viertelfinale / Achtelfinale; 1, 2, 3 = Ausscheiden in der 1. / 2. / 3. Hauptrunde; nicht ausgetragen